# Afghanische Wühlmäuse
Afghanische Wühlmäuse (Blanfordimys) sind eine Nagetiergattung in der Familie der Wühler (Cricetidae) mit zwei Arten, die in Zentralasien vorkommen.
Folgende Arten zählen zur Gattung.
- Blanfordimys afghanus, von Nordost-Iran und Turkmenistan über Afghanistan bis Tadschikistan.
- Blanfordimys bucharensis, im Dreiländereck Afghanistan, Usbekistan, Tadschikistan.

Die Arten erreichen eine Kopf-Rumpf-Länge von 93 bis 112 mm, eine Schwanzlänge von 20 bis 30 mm sowie ein Gewicht von 25 bis 34 g. Das lange dichte Fell ist überwiegend graubraun gefärbt mit einer helleren Unterseite. Diese Wühlmäuse besitzen große Augen und kleine abgerundete Ohren. Kennzeichnend für die Gattung ist die stark abgeflachte Bulla tympanica.
Als Lebensraum dienen Steppen, Halbwüsten und Gebirge, in denen bis zu 2200 Meter Meereshöhe erreicht werden. Diese Wühlmäuse bilden Kolonien und graben unterirdische Tunnelsysteme, die etwa 20 bis 30 cm tief liegen. Sie suchen vorwiegend in den Morgen- oder Abendstunden nach Nahrung. Geburten wurden fast über das gesamte Jahr dokumentiert, mit Ausnahme der heißen Sommermonate. Ein Wurf besteht meist aus 3 oder 4 Jungtieren.
Beide Arten werden von der Weltnaturschutzunion (IUCN) als nicht gefährdet (Least Concern) gelistet.